# اون‌بی‌کوادیوم
اون‌بی‌کوادیوم، همچنین به عنوان عنصر ۱۲۴ یا اِکا-اورانیوم شناخته می‌شود، عنصر شیمیایی فرضی با عدد اتمی ۱۲۴ و نماد Ubq است. Unbiquadium و Ubq به ترتیب نام و نماد موقت آیوپاک هستند، تا زمانی که عنصر کشف، تأیید شود و نام دائمی در مورد آن تصمیم‌گیری شود. در جدول تناوبی پیش‌بینی می‌شود که اون‌بی‌کوادیوم یک عنصر در g-block superactinide و عنصر ششم در دوره هشتم باشد. اون‌بی‌کوادیوم توجهات زیادی را به خود جلب کرده‌است، زیرا ممکن است در جزیره پایداری قرار داشته باشد و منجر به تولید عنصری با نیمه عمر طولانی‌تر شود، به خصوص برای 308 Ubq که پیش‌بینی می‌شود عدد جادویی ۱۸۴ را برای نوترون‌ها داشته باشد.
باور بر این است که سنتز اون‌بی‌کوادیوم به مراتب چالش برانگیزتر از عناصر کشف نشده سبک‌تر خواهد بود، و بی‌ثباتی هسته‌ای ممکن است مشکلات بیشتری در شناسایی اون‌بی‌کوادیوم ایجاد کند، مگر اینکه جزیره پایداری دارای اثر تثبیت کننده قوی‌تری نسبت به آنچه در این منطقه پیش‌بینی شده‌است باشد. علیرغم چندین جستجو، اون‌بی‌کوادیوم سنتز نشده‌است و همچنین هیچ ایزوتوپ طبیعی برای این عنصر وجود ندارد.
به عنوان یک عضو از سری superactinide، انتظار می‌رود که شباهت‌هایی به اورانیوم داشته باشد و الکترونهای اون‌بی‌کوادیوم به راحتی در واکنشهای شیمیایی شرکت کنند، اگرچه اثرات نسبی ممکن است به‌طور قابل توجهی بر برخی از خواص آن تأثیر بگذارد. به عنوان مثال، پیکربندی الکترون محاسبه شده‌است که تفاوت قابل توجهی با آنچه در اصل اصل آفبا پیش‌بینی شده‌است، دارد.

## تاریخ

### تلاش برای سنتز
دانشمندان در شتاب‌دهنده بزرگ یون سنگین ملی (GANIL) تلاش کردند تا شکاف مستقیم و تأخیر هسته‌های ترکیبی عناصر با Z = ۱۱۴، ۱۲۰ و ۱۲۴ را به منظور بررسی اثرات مدل پوسته‌ای در این منطقه و مشخص و اندازه‌گیری کنند. در سال ۲۰۰۶، با نتایج کامل منتشر شده در سال ۲۰۰۸، این تیم نتیجه ای از واکنش مربوط به بمباران یک هدف طبیعی ژرمانیوم با یون‌های اورانیوم ارائه داد: